# TICOM
TICOM, een Engelstalige afkorting voor Target Intelligence Committee was een geheim project dat werd opgericht door de Britten en Amerikanen aan het einde van de Tweede Wereldoorlog om zo veel mogelijk te weten te komen over de Duitse cryptografische systemen en om te voorkomen dat deze in Russische handen zouden terechtkomen.

## De missies
Een TICOM-team zou worden uitgestuurd naar nazi-Duitsland om Hitlers communicatietechnologie op te sporen en naar geallieerde zijde te brengen. Initieel was het de bedoeling om een TICOM-team boven Berlijn te droppen, samen met de Amerikaanse 101e Luchtlandingsdivisie ter bescherming, doch dit plan werd afgeblazen.
In april 1945 werd er wel een TICOM-team uitgestuurd, ditmaal naar de grens met Beieren en Oostenrijk. In het Oostenrijks plaatsje Pfunds, nabij de Zwitsers-Italiaanse grens vond men een aantal Enigma-machines en één Lorenz-machine. De Lorenz-machine was nog in perfecte staat en werd nog gebruikt in de telexverbinding tussen veldmaarschalk Albrecht von Kesselring en z'n troepenmacht in Italië en het Oberkommando der Wehrmacht. Een paar dagen later vond het team nog meer communicatieapparatuur in Hitlers adelaarsnest te Berchtesgaden. Wanneer het TICOM-team nog naar een hoofdkwartier van de Duitse inlichtingendienst te Rosenheim (nabij München) reed, vonden ze dankzij een aantal Duitse radio-operatoren die niet in de handen van de Russen wilden vallen een groot aantal verborgen cryptografische machines die gecodeerde radio-uitzendingen van het Rode leger kon onderscheppen en ontcijferen. Al het gevonden materiaal en een aantal Duitse radio-operatoren werden met vijf vrachtwagens naar Engeland gereden en het apparatuur werd in een landhuis nabij Bletchley Park opgezet en getest.

## Nabeschouwingen
Het TICOM-project was zeer waardevol voor de voortzetting van de cryptografie en de technologische wedren om je naaste vijanden te kunnen afluisteren in de naoorlogse periode (vooral tegen de Sovjet-Unie). Het feit dat de Britten en Amerikanen een intacte Lorenz SZ40/42-machine vonden, maar nog veel belangrijker dat ze een Russisch afluistersysteem in handen hadden, zouden de cryptografen en de Westerse inlichtingendiensten zeer van pas komen. De Russen waren immers tijdens de Tweede Wereldoorlog erin geslaagd om een spion in het Brits ontcijferinstituut Bletchley Park te krijgen, waardoor Stalin op de hoogte was van het Britse Enigma-succes en ze in de naoorlogse periode verbeterde versies van de Duitse Enigma-codeermachines gebruikten.
TICOM was ook een van de inspanningen om Duitse wetenschappelijke vondsten en wetenschappers aan de Amerikaanse of Britse zijde te krijgen. Andere projecten of operaties waren Operatie Paperclip om raketinformatie in handen te krijgen, en project ALSOS, bedoeld om nucleaire gegevens te pakken te krijgen.